# Elsehul
Die Elsehul ist eine 800 m breite Bucht an der Nordküste Südgeorgiens. Ihre Einfahrt liegt östlich des Post Rock und westlich des Cape Pride. Die Bucht gehört zu den Brutgebieten des Esels- und des Königspinguins sowie zu den Ruheplätzen des Südlichen See-Elefants.
Die Benennung geht auf norwegische Robben- und Walfänger im Zeitraum zwischen 1905 und 1912 zurück.